# Bertignat
Bertignat ist eine französische Gemeinde mit 471 Einwohnern (Stand: 1. Januar 2022) im Département Puy-de-Dôme in der Region Auvergne-Rhône-Alpes (vor 2016: Auvergne). Sie gehört zum Arrondissement Ambert und zum Kanton Les Monts du Livradois (bis 2015: Kanton Saint-Amant-Roche-Savine).

## Geographie
Bertignat liegt etwa 43 Kilometer ostsüdöstlich von Clermont-Ferrand im Regionalen Naturpark Livradois-Forez sowie am Fluss Dore, der die Gemeinde im Osten begrenzt und seinem Zufluss Carcasse. Nachbargemeinden von Bertignat sind Marat im Norden, Vertolaye im Nordosten, Job im Osten, Ambert im Süden und Südosten, Thiolières im Süden, Grandval im Westen sowie La Chapelle-Agnon im Westen und Nordwesten.

## Bevölkerungsentwicklung
| Jahr                       | 1962 | 1968 | 1975 | 1982 | 1990 | 1999 | 2006 | 2013 |
| Einwohner                  | 870  | 760  | 649  | 573  | 552  | 495  | 488  | 467  |
| Quellen: Cassini und INSEE |      |      |      |      |      |      |      |      |

## Sehenswürdigkeiten
- Kirche Saint-Prix, Monument historique seit 1964

## Weblinks

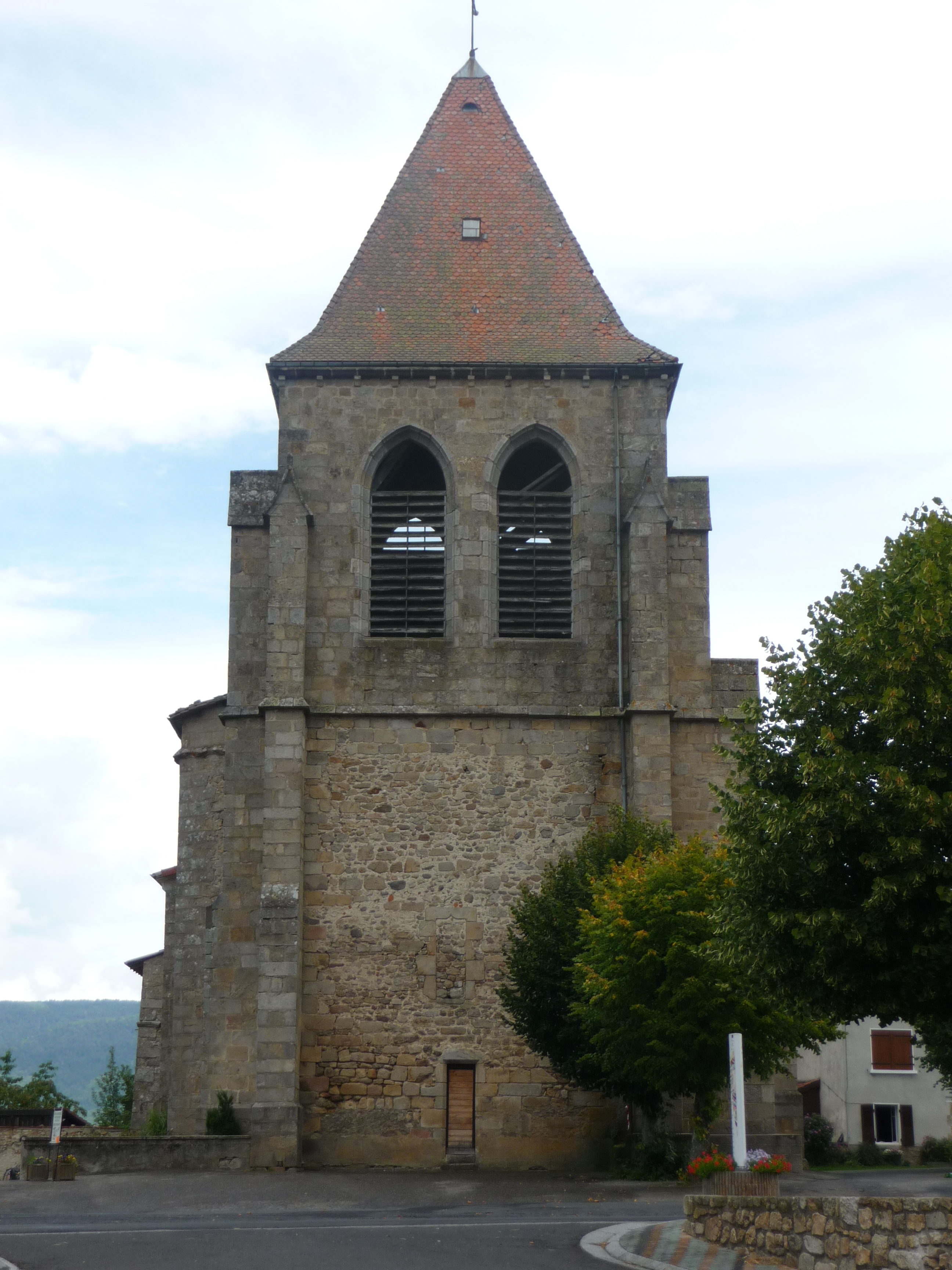
Kirche Saint-Prix